# 錫尼亞克 (布查區)
錫尼亞克（烏克蘭語：Синяк）是烏克蘭中北部基輔州布恰区布恰市镇的村落，始建於1850年，面積1.8平方公里，海拔高度110米，人口770。